# 1183
1183 (MCLXXXIII) je bilo navadno leto, ki se je po julijanskem koledarju začelo na soboto.

## Dogodki

### Evropa
- 5. februar - Papež Lucij III. povzdigne sicilsko mesto Monreal v nadškofijo.
- 11. junij - Henrik Mladi kralj, sin Henrika II., med pripravami na upor proti očetu huje zboli in umre. Uporniki se razidejo in Henrik II. reorganizira načrte o dedovanju. Trem sinovom po novem (nominalno) pripada: Godfreju vojvodina Bretanija, Rihardu kraljevina Anglija, Ivanu vojvodina Akvitanija.
  - Rihard se upre predaji Akvitanije najmlajšemu bratu, zato Henrik ostala dva brata naščuva proti njemu, da mu odvzameta vojvodino. 1184 ↔
  - S smrtjo Henrika ml. pride ponovno v ospredje vprašanje Vexina, ki je bil Henriku ml. obljubljen kot del dote francoske princese Margarete.  Henrik st. je zavezan vrniti Vexin nazaj francoskemu kralju, ko mlado vdovo za roko zaprosi ogrski kralj Béla III. . Z odločitvijo, razumljivo, zavlačuje.
- 25. junij - Konstanški mir: med rimsko-nemškim cesarjem Friderikom Barbarosso in Lombardsko ligo je končno potrjen Beneški sporazum iz leta ←1177. Sporazum zagotavlja severnoitalijanskim mestom velik delež avtonomije, vendar kljub temu še vsaj nominalno vazalno povezanost rimsko-nemškemu cesarju. Bolj kot izvršilno ohrani Barbarossa nad mesti sodno oblast, ki pa jo zaradi oddaljenosti le stežka uveljavlja.
- 11. julij - Umrlega bavarskega vojvodo Otona I. Wittelsbaškega nasledi sin Ludvik I.
- 23. avgust - Umrlega nadškofa Mainza in cesarskega elektorja Kristjana I. iz Bucha nasledi Konrad I. Wittelsbaški.
- 24. september → Andronik I. Komnen ukaže umoriti mladoletnega dednega cesarja Alekseja II.. Po umoru se poroči z Aleksejevo (mladoletno) vdovo Nežo Francosko, čeprav je sam že poročen. Andronik je star 65, Neža komaj 12 let.
  - Po pokolu Latinov prejšnje leto novi (so)cesar Andronik I. Komnen s tiranskim nasiljem razširja svojo oblast. Umorjeni so najtesnejši dvorni  sorodniki in zaupniki dednega cesarja Alekseja II., krog (potencialnih) sovražnikov pa Andronik še razširi na celotno bizantinsko aristrokracijo.
- Francoski kralj Filip II. uniči s pomočjo vojaškega meniškega reda kapuciatov razpuščene plenilske horde bivših vojakov. Istega leta odobri načrte za razširitev glavne pariške tržnice Les Halles.

### Bližnji vzhod
- Obleganje Keraka: kazenska ekspedicija sirsko-egiptovskega sultana Saladina  proti Rejnaldu Chatillionskemu, ki ga varuje trdnjava Al-Karak.
  - Med obleganjem Keraka se v utrdbi poročita Rejnaldov posvojenec Humfred IV. Toronski in princesa Izabela Jeruzalemska. Poroke se udeleži tudi regent Gvido Lusignanski.
- Hudo bolan jeruzalemski kralj Baldvin IV. sklene rešiti Kerak. Vojsko mu pomaga zbrati Rajmond III. Tripolitanski.↓
- → Ob prihodu jeruzalemske vojske Saladin opusti obleganje Keraka, ker bi se njegova vojska znašla ujeta med jeruzalemsko vojsko in Kerakom.
  - V nemilost pri kralju Baldvinu IV. zapade regent Gvido Lusignanski, ki zavrne boj s Saladinom, preden se ta umakne izpred trdnjave pred bližajočo se jeruzalemsko vojsko. Gvida rezreši in regentstvo preda Rajmondu III. Tripolitanskemu iz nasprotnega političnega tabora.
  - Rejnald nadaljuje s plenjenjem mimoidočih karavan.
- Po neuspešnem obleganju Keraka se Saladin usmeri na Alep, ga dokončno zavzame ter priključi svojemu imperiju.
- Podatek, da je jeruzalemski patriarh Heraklij zaradi rivalstva to leto izobčil tirskega nadškofa Vilijema, je napačen, saj Vilijem neprekinjeno opravlja nadškofovsko službo do svoje smrti (1186).

### Daljni vzhod
- Na Japonskem se obnovi vojna Genpei med bojevniškima klanoma Taira in Minamoto.
- 2. junij - Bitka pri Kurikari: ker je huda lakota bistveno prizadela vojaške sposobnosti obeh klanov, klan Taira rekrutira vojsko iz podeželskega prebivalstva. Razmeroma maloštevilni klan Minamoto s premišljeno taktiko odločujoče premaga več kot desettisoč glavo vojsko klana Taira.↓
- 14. avgust → Sile klana Minamoto zavzamejo prestolnico Kjoto. Vodja klana Taira Munemori na begu vzame s sabo cesarja Antokuja in cesarske regalije.
- 8. september - Menjava na prestolu japonskih cesarjev. Petletni cesar Antoku je odstavljen v korist novega triletnega cesarja Go-Tobe. Ob nadzoru klana Minamoto mandat ponovno prevzame upokojeni 77. cesar in njegov ded Go-Širakava.
- Ob klanu Taira v defenzivi se pojavi boj za oblast in za nadzor nad mandatnim cesarjem Go-Širakavo znotraj klana Minamoto med bratranci Jošinako, Joritomom in Jošicunejem. 1184 ↔
- Bitka pri Mizušimi: spodletel napad klana Minamoto na bazo klana Taira na otoku Šikoku.
- Bitka pri Murojami: ponovna zmaga za Tairo.
- Pagansko kraljestvo, Burma: dokončanje budističnega templja Sulamani.

## Rojstva
- Čagataj, mongolski kan, drugi Džingiskanov sin († 1242)
- Hodžo Jasutoki, japonski regent, de facto vladar Japonske († 1242)

## Smrti
- 10. april - Peter I., baron Courtenayja, sin kralja Ludvika VI. (* 1125)
- 11. junij - Henrik Mladi Kralj, angleški sokralj, sin Henrika II. (* 1155)
- 11. julij - Oton I. Wittelsbaški, bavarski vojvoda (* 1117)
- 12. avgust - Margareta Navarska, princesa, sicilska kraljica, regentinja (* 1128)
- 23. avgust - Kristjan I. iz Bucha, mainški nadškof, kancler Nemčije (* 1130)
- 24. september - Aleksej II. Komnen, bizantinski cesar (* 1169)